# Jeu de rôle Magazine
« JdR mag' » redirige ici. Ne pas confondre JdR mag', le surnom du magazine, avec Role mag', un magazine paru dans les années 1990.
Jeu de rôle Magazine, souvent surnommé JdR mag' (à ne pas confondre avec Role mag', un magazine paru dans les années 1990), est un magazine francophone trimestriel généraliste sur les jeux de rôle sur table.
Jusqu'en 2014, le journal fonctionne sur le mode des sites participatifs : les contributeurs peuvent suggérer sur internet le futur contenu du magazine. Il comporte des actualités (news), des chroniques, des critiques, des interviews, des aides de jeu et des scénarios, et parle de tout ce qui a trait à l'inspiration et à l'imaginaire du jeu, les univers et mondes fantastiques.
Les grands jeux comme Donjons et Dragons, L'Appel de Cthulhu, Vampire, Warhammer sont abordés. Les autres médias le sont aussi dès qu’ils touchent au domaine : jeux de plateau, wargames, BD, romans, jeux vidéo ou films inspirés directement des univers rôlistiques, les jeux de société à connotations rôlistiques, jeux de rôle grandeur nature…
En mai 2014, le Département des sombres projets rachète le magazine. Cette reprise est annoncée en août 2014 par la revue Casus Belli. De son côté, la page Facebook du magazine déclare le 25 août 2014 :

« Nous avons trop tardé à boucler les dernières pages du n°27 et le publier maintenant ne voulait plus rien dire. Nous avons donc décidé de le publier en format court sur le web. Nous sommes désolé de l'attente insatisfaite que nous avons provoquée. Vous pouvez le télécharger en pdf ici […] »

Fabrice Crézé (Sulfur-E) confirme le changement d'éditeur sur le forum du magazine le 24 septembre 2014.

## Première période

Premier logo (2008).

### Description
Le magazine est géré par un regroupement de rôlistes bénévoles, l'association Promenons-Nous dans les Bois dont le président est Guillaume Besançon. C'est un trimestriel consacré spécifiquement au jeu de rôle sur table, avec néanmoins quelques digressions sur d’autres supports. Il fait principalement appel à des contributeurs issus de la communauté rôliste et tend à donner à chacun la possibilité de contribuer à la promotion du jeu de rôle.
Le magazine est né du désir de Guillaume Besançon, fondateur du projet, de relancer un périodique dédié au jeu de rôle disponible en kiosque alors que la plupart des fanzines traitants du sujet ne bénéficiaient que d'une distribution en boutiques spécialisées, en convention ou par vente directe,.
Le magazine est édité en format de type A4, avec plus de 80 pages quadrichromiques, avec des illustrations couleurs de qualité. Il est découpé en plusieurs sections :
1. News
2. Scénarios
3. Chroniques
4. Critiques
5. Aides de jeux
6. Articles
7. Interviews
8. Dossier spécial
9. Agenda

### Comité de rédaction depuis décembre 2012
Encadrement global
- Directeur de publication : Guillaume Besançon
- Rédacteur en chef : Fabrice Crézé
- Directeur artistique : Mathieu Coudray

Responsables de Rubriques
- Responsable news : Denis Huneau
- Responsable littérature : Mathilde Przymenski
- Responsable dossiers : Élise Jourdan
- Responsable Le Grimoire : Mathieu Coudray
- Chargée de Communication : Chyanthi Frappenclume

Corrections & Relecture
- Équipe de relecteurs : Élise / Mathilde / et autres (mettre à jour)

Rédaction
- Élise / Mathilde / Charlotte Noailles / Maz / Fabrice / Le Grand Natalou / Chyanthi Frappenclume

Site web & activités Internet
- Responsable site Internet & outils techniques : Patrick « Galenor » Meyere

### Collaborateurs associés àJeu de rôle Magazine
À divers moments de son histoire :
- Amaranth
- LeDupontesque
- Oxidor
- Batronoban (jusqu'au n° 17)
- Chyanthi Frappenclume pour avoir permis l'interview de monsieur Denis Gerfaud

## Seconde période

Logo de la seconde période.

### Historique
Après plusieurs mois d'absence dans les kiosques et la diffusion du n°27 uniquement au format PDF, le magazine reparaît en novembre 2014 avec le n°28. Il s'agit désormais d'un journal professionnel avec une nouvelle équipe ; Guillaume Besançon est crédité en tant que « président d'honneur et fondateur », et Fabrice Crézé continue à signer des rubriques.
Fin 2022-début 2023, le magazine n'est plus distribué en kiosques (et dès lors uniquement en boutiques spécialisées), comme le précise à propos du n°61 la page Facebook du magazine, le 29 mars 2023 :

« [Notre distributeur] peut d'ores et déjà répondre aux commandes de vos boutiques. Ce numéro n'est pas en kiosque. Les coûts d'imprimerie ne le permettent pas actuellement […] Dans le trimestre à venir, nous proposerons une formule d'abonnement. »

Le 3 juillet 2023, la Page Facebook du magazine annonce que le n°62, le numéro de l'été, n'est pas imprimé car :

« Les conditions économiques ne sont pas réunies pour tout à la fois supporter la folle augmentation du papier et les coûts de transports faramineux. »

Ce numéro est proposé — pendant un temps — en téléchargement libre, aux lecteurs, sur le site de l'éditeur.
Comme annoncé dans le n°60 du magazine, l'éditeur lance, le 13 septembre 2023, une financement participatif en vue de la mise en place de plusieurs formules d'abonnement. Ce financement aboutit et les abonnés reçoivent par mail un lien vers les fichiers PDF des no 62 (été 2023) et 63 (hiver 2023-2024) à partir de la dernière semaine de février 2024, tandis que l'expédition — des versions papier de ces deux numéros — à leur adresse est effectuée la première quinzaine du mois de mars 2024[réf. souhaitée].

### Comité de rédaction depuis novembre 2014
Encadrement global
- directeur de publication : Jean-Luc Boukhari
- président d'honneur et fondateur : Guillaume Besançon
- direction artistique : Sébastien Lhotel
- rédacteurs en chef : Sébastien Célerin, Isabelle Périer (2014-2017)
- secrétaire de rédaction : Isabelle Périer (2014-2017)

## Créations spécifiques
Le journal a publié un système de jeu de rôle simple pour l'initiation ou les parties rapides, nommé UnDéSix.
Des contributeurs du magazine ont fondé un studio de développement de jeux de rôle Studio09 : Cédric B., Le Na' (Gaïl Lepain), Le Roi Kobold, LeDupontesque (Willy Dupont), Sempaï (Jérôme Bouscaut)…
En 2009, le magazine avait prévu de publier un jeu de rôle dans un hors série, Okanga. Ce projet a été abandonné au profit d'une édition professionnelle. Sa parution a été annoncée par Studio09 en 2013 pour le D6 System,, mais il n'est toujours pas paru en 2014.